# Tierra prometida

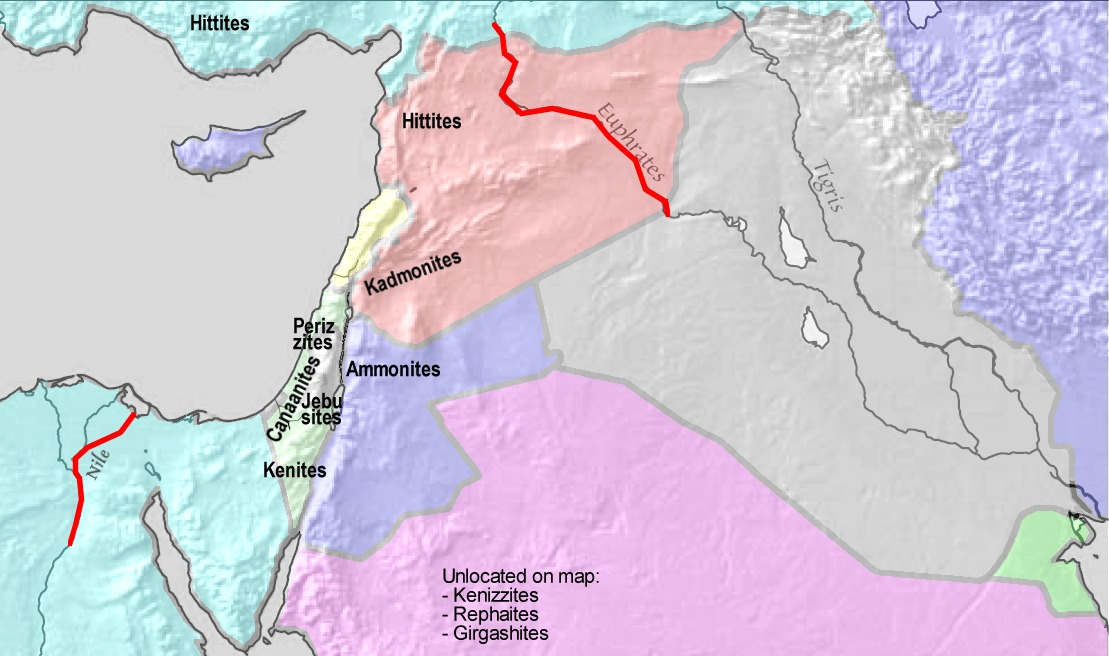
Interpretación del terreno prometido a Abraham según Génesis 15.

La tierra prometida o tierra de promisión  es un nombre que corresponde al relato de la Biblia, en el cual Dios promete entregar unos terrenos como herencia a sus fieles, empezando por Abraham, y luego a sus descendientes. Según Génesis 15:18 equivale a la porción situada entre la costa de Egipto hasta la orilla del Éufrates. Además del nombre, el término también sirve como concepto identitario-religioso, y se asocia muchas veces en el contexto moderno para referirse a la patria del pueblo judío.

## Uso del término
La Real Academia Española define el término en minúscula, si bien cuando se trata del nombre propio es adecuado también el uso de la mayúscula (Tierra Prometida). A partir del concepto bíblico, se suele usar como préstamo también para otras expresiones («En ese momento, la isla era tierra de promisión para los navegantes»; «Este sitio dista de ser la tierra prometida que nos han dicho», etc.).

## Pasajes bíblicos
La promesa fue hecha en primer lugar a Abraham, renovada luego a su hijo, Isaac, y al hijo de este, Jacob, nieto de Abraham:

Yahveh estaba  en lo alto [...] y dijo: « Yo soy Yahveh el Dios de Abraham, tu padre, y el Dios de Isaac; la tierra en que estás acostado te la daré a ti y a tu descendencia. » —Génesis 28:13.

Su alcance es replicado por Moisés durante el Éxodo:

« Volveos e id al monte del amorreo y a todas sus comarcas, en el Arabá, en el monte, en los valles, en el Neguev y junto a la costa del mar, a la tierra del cananeo y al Líbano, hasta el gran río, el río Éufrates. » —Deuteronomio 1:7.

Según los textos del Tanaj, el Pueblo de Israel habría sido elegido por Dios para la revelación de principios fundamentales y los Diez Mandamientos contenidos en la Torá. Es con el primer patriarca del pueblo hebreo que Dios establece su Alianza o Pacto, también conocido como Convenio Abrahámico: 

« Deja tu tierra natal y la casa de tu padre, y ve al país que yo te mostraré. Yo haré de ti una gran nación y te bendeciré; engrandeceré tu nombre y serás una bendición. Bendeciré a los que te bendigan y maldeciré al que te maldiga, y por ti se bendecirán todos los pueblos de la tierra ». —Génesis 12:1-3.

El libro del Éxodo contiene los siguientes términos:

Yavé dijo a Moisés: « Márchate de ese lugar tú y tu pueblo que saqué de Egipto; sube a la tierra que yo prometí con juramento a Abraham, a Isaac y a Jacob cuando les dije: Se la daré a tu descendencia. Enviaré delante de ti un ángel para que eche del país al cananeo, al amorreo, al heteo, al fereceo, al jeveo y al jebuseo. ». —Éxodo 33:1-3.

La tierra que Dios prometió a Abraham figura en el texto bíblico:

Aquel día hizo Yavé un pacto con Abram, diciendo: « —A tu descendencia daré esta tierra, desde el río de Egipto hasta el río grande, el Éufrates: la tierra de los ceneos, los cenezeos, los cadmoneos, los heteos, los ferezeos, los refaítas, los amorreos, los cananeos, los gergeseos y los jebuseos. ». —Génesis 15:18-21.

## Extensión
Alcances máximos:

- A tu descendencia daré esta tierra, desde el río de Egipto hasta el río grande, el Éufrates. —Génesis 15:18.

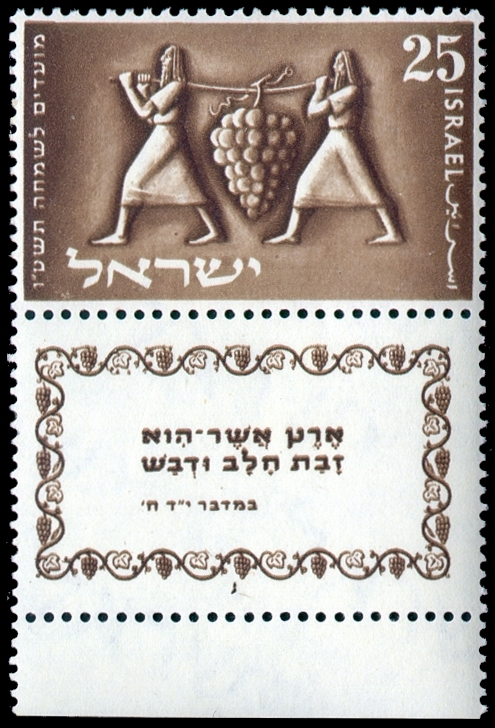
Estampilla israelí con Josué y Caleb portando el fruto de la Tierra Prometida. En hebreo, presenta la inscripción «Tierra de leche y miel» (Números 14:8).

- Volveos e id al monte del amorreo y a todas sus comarcas, en el Arabá, en el monte, en los valles, en el Neguev y junto a la costa del mar, a la tierra del cananeo y al Líbano, hasta el gran río, el río Éufrates. —Deuteronomio 1:7.

- Todo lugar que pise la planta de vuestro pie será vuestro: desde el desierto hasta el Líbano, desde el río Éufrates hasta el mar occidental será vuestro territorio. —Deuteronomio 11:24.

Alcances mínimos:

- Yahveh habló a Moisés y le dijo:  «Manda a los hijos de Israel y diles: Cuando hayáis entrado en la tierra de Canaán, ésta será la tierra que os ha de caer en herencia, y estos serán sus límites: Tendréis el lado del sur desde el desierto de Zin hasta la frontera de Edom, y su límite estará en el extremo del Mar Salado, hacia el oriente. Este límite os irá rodeando desde el sur hasta la subida de Acrabim, y pasará hasta Zin; se extenderá del sur a Cades-barnea, continuará a Hasar-adar y pasará hasta Asmón. Rodeará este límite desde Asmón hasta el torrente de Egipto, y terminará en el mar. El límite occidental será el Mar Grande; este límite será el límite occidental. El límite del norte será este: desde el Mar Grande trazaréis una línea hasta el monte Hor. Del monte Hor trazaréis una línea hasta la entrada de Hamat, y seguirá aquel límite hasta Zedad. Seguirá luego hasta Zifrón y terminará en Hazar-enán. Este será el límite del norte. Como límite al oriente trazaréis una línea desde Hazar-enán hasta Sefam. Este límite bajará desde Sefam a Ribla, al oriente de Aín. Seguirá descendiendo el límite y llegará a la costa del mar de Cineret, al oriente. Después descenderá este límite al Jordán y terminará en el Mar Salado: Ésta será vuestra tierra con los límites que la rodean.» —Números 34:1-12.

- Este será el límite de la tierra hacia el lado del norte: desde el Mar Grande, camino de Hetlón viniendo a Zedad, Hamat, Berota, Sibraim, que está entre el límite de Damasco y el límite de Hamat; Hazar-haticón, que es el límite de Haurán. Y será el límite del norte desde el mar hasta Hazar-enán en el límite de Damasco al norte, y al límite de Hamat al lado del norte. Del lado del oriente, en medio de Haurán y de Damasco, y de Galaad y de la tierra de Israel, al Jordán; esto mediréis como límite hasta el mar oriental. Del lado meridional, hacia el sur, desde Tamar hasta las aguas de las rencillas; desde Cades hacia el arroyo y hasta el Mar Grande. Este será el lado meridional, el sur. Del lado del occidente, el Mar Grande será el límite hasta enfrente de la entrada de Hamat; este será el lado occidental. —Ezequiel 47:15-20.

## Recursos
Los recursos de dicho terreno se describen en Deuteronomio de la siguiente manera:

Porque Yahveh, tu Dios, te introduce en la buena tierra, tierra de arroyos, de aguas, de fuentes y de manantiales, que brotan en vegas y montes; tierra de trigo y cebada, de vides, higueras y granados; tierra de olivos, de aceite y de miel;  tierra en la cual no comerás el pan con escasez, y donde no te faltará nada; tierra cuyas piedras son de hierro y de cuyos montes sacarás cobre. Allí comerás y te saciarás, y bendecirás a Yahveh, tu Dios, por la buena tierra que te habrá dado. —Deuteronomio 8:7-10.

Las siete especies de la Tierra Prometida aparecen representadas en una serie de estampillas israelíes diseñada por Zvi Narkiss en 1958.  

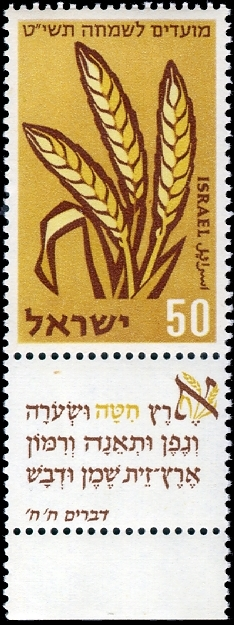
Trigo
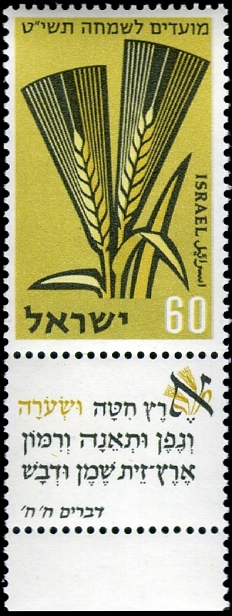
Cebada
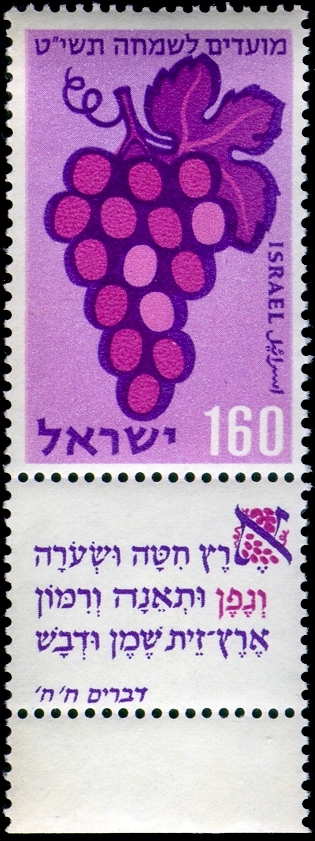
Uvas
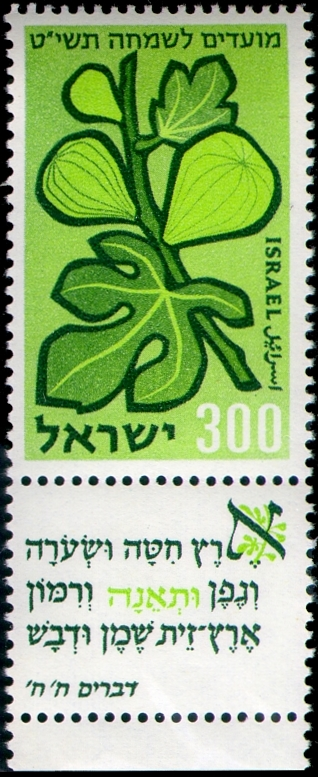
Higos
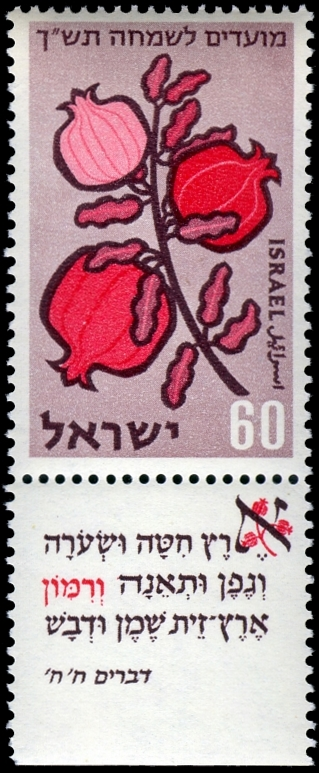
Granadas
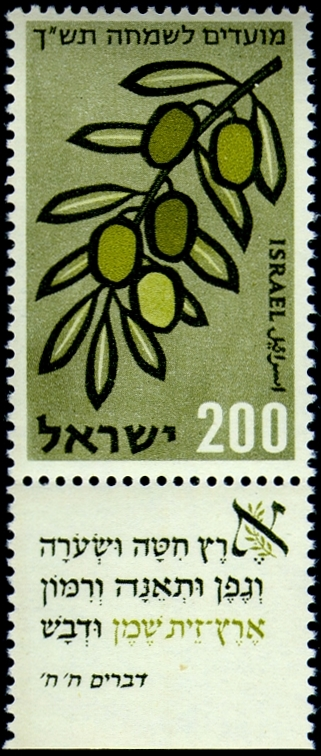
Olivas (aceitunas)
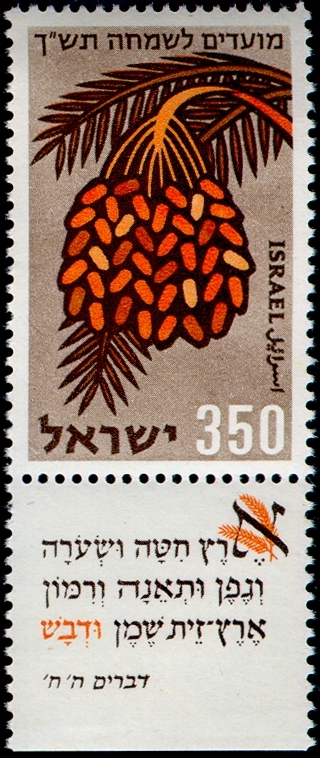
Miel (dátiles)

La inscripción citada en cada una de las estampillas tiene su fuente de inspiración en el texto original que figura en el quinto libro de la Torá:

« אֶרֶץ חִטָּה וּשְׂעֹרָה וְגֶפֶן וּתְאֵנָה וְרִמּוֹן אֶרֶץ זֵית שֶׁמֶן וּדְבָשׁ »

דברים ח:ח (Deuteronomio 8:8).